# Ruch Chipko
Chipko (dosł. „obejmować” w języku hindi) – indyjski ruch społeczny powstały w regionie Uttarakhand (w indyjskiej części Himalajów) w roku 1974 w celu obrony drzew przed wycinaniem. Ruch walczył przeciw pozbawianiu ludności wiejskiej tradycyjnych praw do korzystania z lasu. Zasłynął z masowego udziału wiejskich kobiet, które obejmowały drzewa własnym ciałem, aby uniemożliwić ich ścięcie. Z tego powodu ruch ten często zalicza się do ruchów ekofeministycznych.
W latach 80. ruch Chipko protestował również przeciw górnictwu wapiennemu oraz przeciw budowie tamy w Tehri. Później przekształcił się w działający do dziś ruch Beej Bachao Andolan (Chrońcie nasiona).
W roku 1987 ruch Chipko został uhonorowany nagrodą Right Livelihood (zwaną również „alternatywną Nagrodą Nobla”) – „za zaangażowanie w ochronę, odbudowę i ekologiczne użytkowanie indyjskich zasobów naturalnych”.